# المفاعل النووي نور (الجزائر)
المفاعل النووي (نور)
، الواقع بالدرارية قرب الجزائر العاصمة تبلغ قوته واحد ميجاوات ويعمل بالماء الخفيف، وهو مفاعل أبحاث مخصص لاستخدام اليورانيوم المخصب ب 20 %. تم بنائه بالتنسيق مع الأرجنتين وافتتح رسميا في عام 1989.

## وصلات خارجية
- الموقع الرسمي لمركز البحث النووي بالجزائر
- الجزائر تنشئ محطة نووية عام 2025